# C-pop
C-pop, сокращение от Chinese popular music (с англ. — «китайская популярная музыка») — термин, обозначающий набор музыкальных жанров, характерных для исполнителей из Китая, Гонконга и Тайваня. К нему также относят творчество артистов из соседних стран, исполняющих песни на китайском языке. Несмотря на название, к C-pop относят не только поп-музыку, но и смежные жанры, включая R&B, рок-музыку, хип-хоп, хардкор-панк и прочие.

## Основые поджанры
Тремя основыми поджанрами C-pop считаются кантопоп, мандопоп и Т-поп (поп-музыка Тайваня).

### Кантонская
Кантонская популярная музыка (Cantopop) также известна под названием HK-pop, обозначающим гонконгскую популярную музыку. Многие артисты этого жанра живут в Гонконге и пишут песни на кантонском наречии. Их творчество берёт истоки в 1970-е годы, хотя пик популярности пришёлся на 1980—1990-е годы, после чего востребованность жанра пошла на убыль. Созданные под влиянием многих всемирно распространённых музыкальных стилей, песни ориентированы на рынок Юго-Восточной Азии, и часто включаются в телевизионные сериалы.

### Мандопоп
Мандопоп (Mandopop) начал распространяться в 1980-е годы, представляя собой перепевки хитов кантонской популярной музыки на «севернокитайском (мандаринском) языка». Зачастую композиции исполнялись теми же исполнителям, но текст песен был адаптирован под особенности языка.

### T-pop
Тайваньская поп-музыка (T-pop) исполняется на тайваньском языке и производится преимущественно на Тайване.